# 大囊锥棘吸虫
大囊锥棘吸虫（学名：Petasiger grandivesicularis）为棘口科锥棘属的动物。分布于日本以及中国大陆的福建等地，营寄生生活，寄生于肠。

## 外部連結
- 維基物種上的相關：大囊锥棘吸虫